# Kent Carlsson
Kent Carlsson, nacido el 3 de enero de 1968 en Eskilstuna, Suecia , es un exjugador de tenis profesional.

## Carrera
Kent Carlsson debutó como jugador profesional de tenis en el ATP Tour en septiembre de 1983 y jugó hasta la temporada de 1989. 
Cuando tenía 21 años de edad se vio obligado a poner fin a su carrera debido a lesiones de rodilla. Durante su carrera ganó nueve títulos ATP en singles, todos en la superficie de grava. Fue clasificado como mejor número seis del mundo en singles en septiembre de 1988. Ganó un total de 998.956 dólares en premios.
Carlsson ganó sus primeros cuatro títulos de la ATP 1986-87 y superó al español Emilio Sánchez Vicario en Bolonia y en Madrid en 1987. La temporada de 1988 fue considerado como uno de los mejores del mundo en tierra batida. Ese año ganó cinco títulos ATP.
Desde 2005, Carlsson participa en un proyecto patrocinado llamado "Equipo Top Ten, Suecia" (TT 10), con el fin de ofrecer oportunidades de formación financiera y profesional para los jóvenes talentos.

## Títulos
- Individual
  - 1986 - Bari, Barcelona
  - 1987 - Niza, Bolonia
  - 1988 - Madrid, Hamburgo, Kitzbuhel, San. Vincent, Barcelona.